# Majna
Majna (nemško Main) je reka v Nemčiji. Z dolžino 527 km (vključno z Weißer Main (Bela Majna), kot enim od izvirov - 574 km) je najdaljši desni pritok Rena in najdaljša reka, ki v celoti teče po ozemlju Nemčije (če sta Weser in Werra obravnavani kot dve različni reki, sta skupaj daljši). Največji mesti ob Majni sta Frankfurt ob Majni in Würzburg.

## Geografija
Majna teče skozi nemške dežele Bavarsko, Baden-Württemberg (kjer nekaj časa tvori mejo z Bavarsko) in Hessen. Njeno porečje tekmuje z Donavo za vodo, zato so mnoge izmed njenih meja identične tistim v Evropskim povodjem.
Majna izvira v bližini Kulmbacha v Frankovski z združevanjem dveh potokov, Rdeče Majne (Roter Main) in Bele Majne (Weißer Main). Rdeča Majna izvira v pogorju Frankovska Jura, dolga je 50 km in teče skozi Creussen in Bayreuth. Bela Majna izvira v gorah Fichtelgebirge in je dolga 41 km. V svojem zgornjem in srednjem delu teče po dolinah nemškega višavja. V spodnjem delu prehaja v nižavje (kotlina Hanau-Seligenstadt in planota Zgornjega Rena), kjer se v Wiesbadnu izliva v Ren. Večji pritoki Majne so Regnitz,  Frankovska Saale, Tauber in Nidda.

## Ime
Ime Main je keltskega izvora. Kelti so imenovali reko Moin ali Mogin. Ko so na začetku 1. stoletja prišli Rimljani so latinizirali ime v Moenus. Najstarejši dokument (kot Moenis) prinaša Pomponij Mela (kmalu po 43/44 n. št.) , kasnejše omembe najdemo, na primer pri Pliniju (Naturalis historia) ali Tacitu (Germania). Za izvor imena je treba upoštevati več razlag. Nekateri avtorji pripisujejo da indogermanska beseda mei pomeni 'voda' nazaj (glej latvijska maina ali litvansko maiva 'močvirje'), drugi pa za mauer ali zaun (moenia: .. Ringmauer). V srednjem veku je bila reka večinoma prenešena iz Moyn ali Moyne, ime Meyn pa se je najprej pojavilo v 14. stoletju.
Pogovorno se v glavnih narečij pojavljajo naslednja imena:
- Maa v Zgornji Frankovski,
- Mee v vzhodni Spodnji Frankovski,
- Moa območje Wertheimer, Miltenberger in okraj Aschaffenburg
- Maa Aschaffenburg
- Maa območje Seligenstadt, območje Frankfurt

## Plovnost
Majna je plovna za ladje od izliva v Ren blizu Mainza in 396 km do Bamberga. Leta 1992 je bil dograjen kanal Ren-Majna-Donava in močna reguacija reke Altmühl. Majna je zajezena s 34 velikimi zapornicami (300 × 12 m), kar omogoča plovbo plovilom CEMT razreda V (110 m x 11,45 m) po celotni dolžini reke. 16 zapornic v sosednjem kanalu Ren-Majna-Donava in sami Donavi je enakih dimenzij.

## Jezovi in zapornice
Vzdolž 380 km plovnega območja reke Majne, od sotočja z reko Regnitz v bližini Bamberga do Rena, obstaja 34 jezov in zapornic.
To so (po toku navzdol):
| No. | Ime                        | Lokacija                             | Leto izgradnje | No. | Ime                             | Lokacija                                | Leto izgradnje |
| --- | -------------------------- | ------------------------------------ | -------------- | --- | ------------------------------- | --------------------------------------- | -------------- |
| 1   | Viereth                    | Viereth-Trunstadt                    | 1925           | 18  | Steinbach                       | Lohr am Main                            | 1939           |
| 2   | Limbach                    | Eltmann]                             | 1951           | 19  | Rothenfels                      | Rothenfels (Marktheidenfeld)            | 1937           |
| 3   | Knetzgau                   | Knetzgau] (Haßfurt)                  | 1958           | 20  | Lengfurt                        | Triefenstein                            | 1937           |
| 4   | Ottendorf                  | Gädheim]                             | 1962           | 21  | Eichel                          | Wertheim am Main                        | 1937           |
| 5   | Schweinfurt                | Schweinfurt                          | 1963           | 22  | Faulbach                        | Wertheim am Main (Faulbach)             | 1935           |
| 6   | Garstadt                   | Bergrheinfeld                        | 1956           | 23  | Freudenberg                     | Collenberg (Freudenberg (Baden)         | 1934           |
| 7   | Wipfeld                    | Wipfeld                              | 1950           | 24  | Heubach                         | Großheubach] (Miltenberg)               | 1932           |
| 8   | Gerlachshausen mit Volkach | Volkach (Schwarzach am Main)         | 1957           | 25  | Klingenberg                     | Klingenberg am Main                     | 1930           |
| 9   | Dettelbach                 | Dettelbach                           | 1959           | 26  | Wallstadt                       | Kleinwallstadt (Großwallstadt)          | 1930           |
| 10  | Kitzingen                  | Kitzingen                            | 1956           | 27  | Obernau                         | Niedernberg (Aschaffenburg)             | 1930           |
| 11  | Marktbreit                 | Marktbreit (Frickenhausen am Main)   | 1955           | 28  | Kleinostheim                    | Kleinostheim (Stockstadt am Main)       | 1920 1972      |
| 12  | Goßmannsdorf               | Ochsenfurt                           | 1952           | 29  | Krotzenburg                     | Hainburg (Großkrotzenburg)              | 1920 1983      |
| 13  | Randersacker               | Würzburg (Randersacker)              | 1950           | 30  | Mühlheim (formerly Kesselstadt) | Maintal (Mühlheim am Main)              | 1920 1980      |
| 14  | Würzburg                   | Würzburg                             | 1954           | 31  | Offenbach                       | Frankfurt ob Majni (Offenbach am Main)  | 1901 1957      |
| 15  | Erlabrunn                  | Erlabrunn (Thüngersheim)             | 1935           | 32  | Griesheim                       | Frankfurt ob Majni                      | 1934           |
| 16  | Himmelstadt                | Himmelstadt                          | 1939           | 33  | Eddersheim                      | Hattersheim am Main (Kelsterbach)       | 1934           |
| 17  | Harrbach                   | Karlstadt am Main (Gemünden am Main) | 1939           | 34  | Kostheim                        | Hochheim am Main (Ginsheim-Gustavsburg) | 1886 1934      |

### Hidroelektrarne
Večina jezov ob Majni imajo tudi turbine za proizvodnjo električne energije. Teh je 22.

## Pritoki
Pritoki od izvira do izliva so:
| Levi - Regnitz - Tauber - Mümling | Desni - Itz - Frankonska Saale - Aschaff - Kahl - Kinzig - Nidda |

- Majn a v Franfurtu ponoči
- Majna v Offenbachu
- Sotočje z Renom pri Mainz-Kostheimu

## Pristanišča in občine
Okoli Frankfurta je nekaj velikih pristanišč na celinskih vodah. Ker je reka v večjem delu zgornjega toka precej ozka, plovba z večjimi plovili in potisnimi konvoji zahteva veliko spretnosti.
Največji mesti ob Majni sta Frankfurt ob Majni in Würzburg. Majna preči tudi naslednje kraje in mesta: Burgkunstadt, Lichtenfels, Bad Staffelstein, Eltmann, Haßfurt, Schweinfurt, Volkach, Kitzingen, Marktbreit, Ochsenfurt, Karlstadt, Gemünden, Lohr, Marktheidenfeld, Wertheim, Miltenberg, Obernburg, Erlenbach / Main, Aschaffenburg , Seligenstadt, Hainburg, Hanau, Offenbach, Hattersheim, Flörsheim in Rüsselsheim.
Reka je dobila velik pomen kot bistven del evropskega koridorja VII, povezava celinskih plovnih poti od Severnega do Črnega morja.

## Mainlinie
V zgodovinskem in političnem smislu pomeni Mainlinie severno mejo južne Nemčije s pretežno katoliškim prebivalstvom. Reka približno označuje južno mejo Severnonemške konfederacije, ustanovljene leta 1867 pod pruskim vodstvom kot predhodnice Nemškega cesarstva.
Rečni tok seveda ustreza tudi speyerjevi linija, izoglosi med srednjim in spodnjim nemškim narečjem, včasih popljuvanem kot Weißwurstäquator ('meja bele klobase').

## Rekreacija
Kolesarska pot ob Majni je velika nemška kolesarska povezava, ki poteka ob reki Majni. Je približno 600 km dolga in je bila prva daljinska kolesarska pot, ki je dobila v letu 2008 5 zvezdic, ki jih podeljuje Zvezni nemški kolesarski klub (ADFC - Allgemeiner Deutscher Fahrrad-Club). Začne se bodisi v Creußenu ali Bischofsgrünu in konča v Mainzu.

## Znamenitost
Rimski tabor pri Marktbreitu (nemško Römerlager Marktbreit) je rimska legionarski tabor iz obdobja cesarja Avgusta.
Zanimivo je, ker do leta 1985 nikoli niso sumili, da je bila legionarska utrdba zgrajena tako daleč na severu na germanskem sovražnikovem ozemlju.
Nahaja v Spodnje frankovskem mestu Marktbreit ob reki Majni v okrožju Kitzingen v nemški deželi Bavarski.